# Citov
Citov (deutsch Zittenhof, auch Zittow) ist eine Gemeinde in Tschechien. Sie liegt zehn Kilometer westlich von Přerov und gehört zum Okres Přerov.

## Geographie
Das mährische Dorf Citov befindet sich in der Hanna und erstreckt sich am linken Ufer der Morávka, eines Flussarmes der March.
Nachbarorte sind Brodek u Přerova im Nordosten, Císařov im Osten, Troubky im Süden, Trní und Tovačov im Südwesten, Věrovany, Rakodavy und Nenakonice im Westen sowie Dub nad Moravou im Nordwesten.

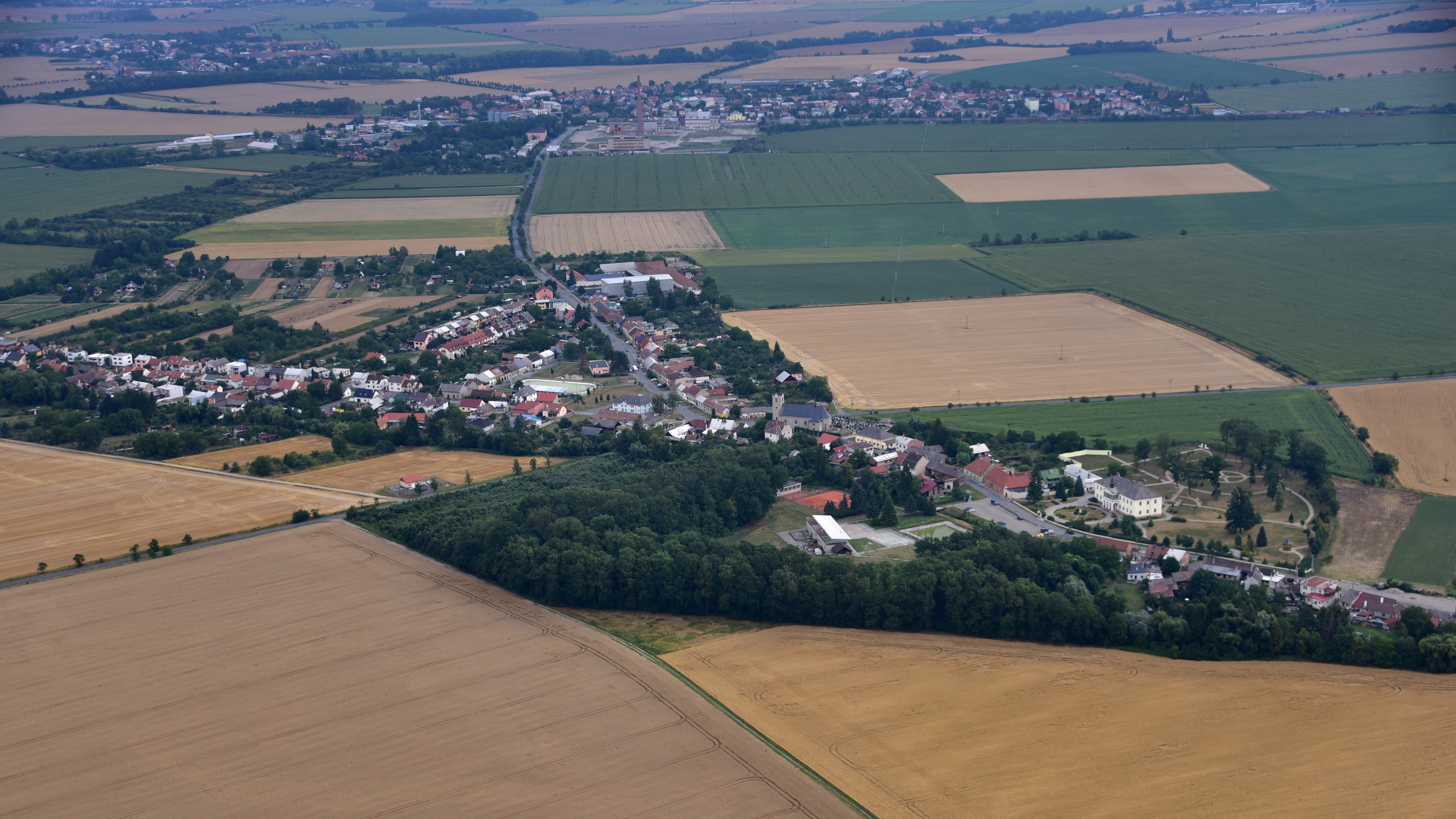
Citov, Luftaufnahme (2018)

## Geschichte
Die Ersterwähnung von Citov erfolgte 1283, als Milíč von Citov in einer bischöflichen Urkunde als Zeuge genannt wurde. Seit 1290 gehörte das Dorf dem Dominikanerkloster St. Katharina in Olmütz.
Im Jahre 1760 errichtete das Kloster ein barockes Schloss in Citov, das als Sommersitz diente. Im Zuge der Josephinischen Reformen wurde das Kloster 1782 aufgelöst. Citov gehörte danach dem Religionsfonds. Die herrschaftliche Mühle kaufte der Hofkommissar Freiherr von Kaschnitz.
1827 verkaufte die Königlicher Kammer das Dorf an die Brüder Johann und Franz Pauspertl von Drachenthal. Tobias Pauspertl ließ das alte Schloss abtragen und durch den Baumeister Rosa aus Kroměříž an dessen Stelle ein Empireschloss errichten, das 1845 vollendet wurde.
Nach der Aufhebung der Patrimonialherrschaften bildete Citov ab 1850 eine Gemeinde im Bezirk Kroměříž. 1880 erfolgte die Zuordnung zum Bezirk Přerov. 1908 fiel das Schloss mit der Pauspertlschen Erbschaft den Rittern von Navarra zu, die es bis 1945 besaßen.

## Gemeindegliederung
Für die Gemeinde Citov sind keine Ortsteile ausgewiesen.

## Sehenswürdigkeiten
- Kirche St. Georg, errichtet 1735 und im Jahre 1835 erweitert
- Schloss Citov
- Mädchenstatue vor dem Schloss
- Wassermühle, das 1739 errichtete Bauwerk ist eine der ältesten Mährens und wurde zum Kulturdenkmal erklärt. Seit ihrer Entstehung wurde Mühle dreimal wegen der Marchhochwasser an neue Standorte umgesetzt.

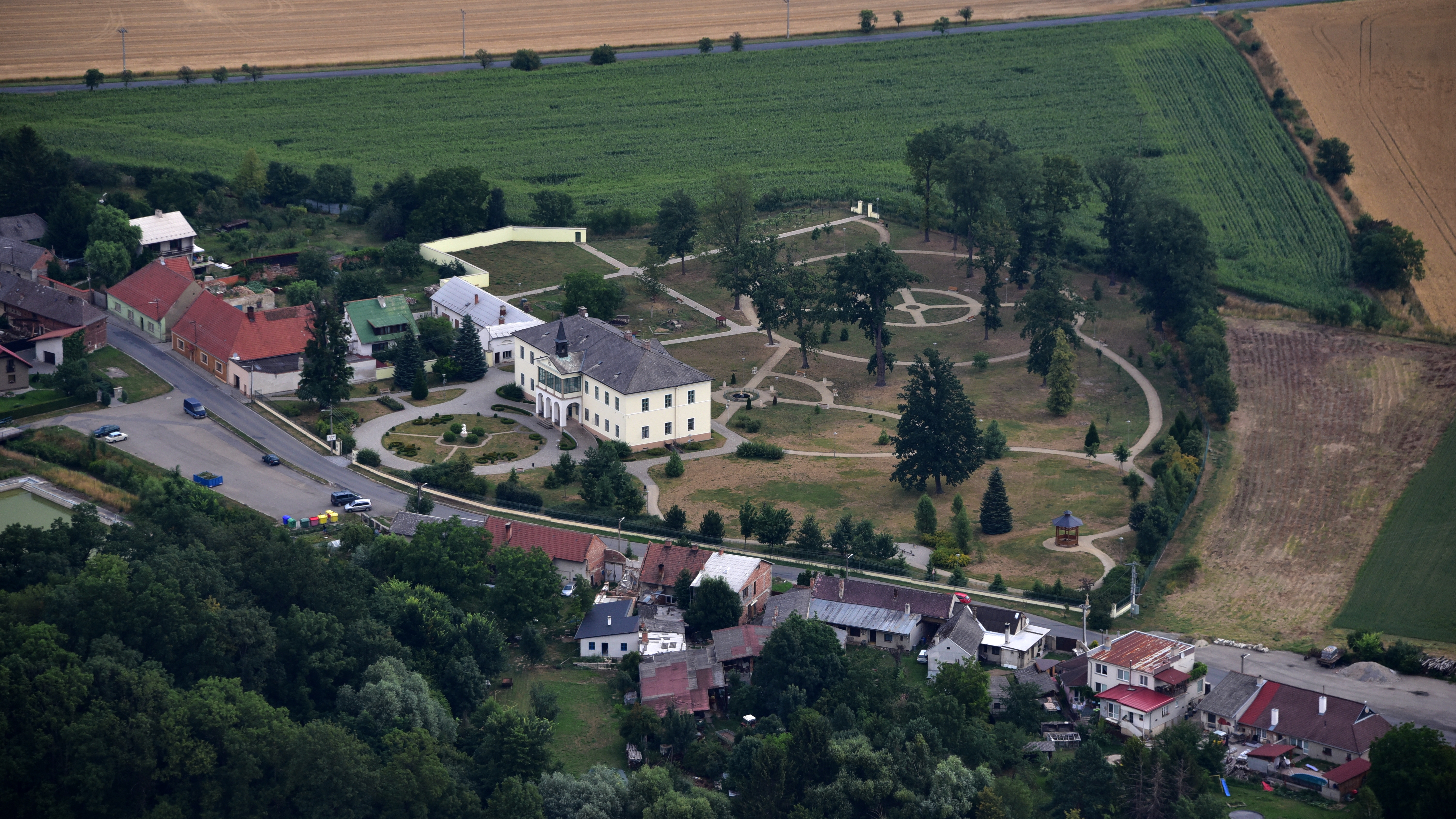
Schloss Citov, Luftaufnahme (2018)

## Persönlichkeiten
- František Hýbl (1941–2024), Historiker